# فيليب ماكراكين
فيليب ماكراكين (بالإنجليزية: Philip McCracken)‏ هو رسام أمريكي، ولد في 1928.